# Asamblea Legislativa del Distrito Federal
La Asamblea Legislativa del Distrito Federal fue el órgano legislativo del Distrito Federal de México a partir de 1997. En 2016 cambió su nombre a Asamblea Legislativa de la Ciudad de México a consecuencia de la Reforma política del Distrito Federal de México de 2015. En 2018 fue reemplazada por el Congreso de la Ciudad de México.

## Naturaleza
A diferencia de los estados que forman la República, el Distrito Federal no contaba con poderes, sino órganos de gobierno, dentro de los cuales se encontraba la asamblea legislativa, como encargada de las funciones legislativas.
El artículo 122 de la Constitución Política de los Estados Unidos Mexicanos señala que el Gobierno del Distrito Federal estará a cargo de los poderes federales y de los órganos legislativo, ejecutivo y judicial locales.
La razón para que las instituciones de la Ciudad de México no fuesen poderes sino órganos tenía su origen en que, al ser la residencia de los poderes federales, la Ciudad de México no podía tener dos poderes residentes en el mismo territorio. Adicionalmente, a diferencia de los estados que conforman la república, Ciudad de México no era una entidad soberana, al carecer de una constitución, por lo que no podía contar con poderes.
Tras la reforma constitucional de febrero de 2016, el Distrito Federal se convirtió en la sede de los Poderes de la Unión, una entidad federativa y la capital de los Estados Unidos Mexicanos, otorgándosele mayor autonomía como miembro del pacto federal. Una Asamblea Constituyente se encargó de redactar y aprobar la nueva Constitución para Ciudad de México.

## Origen
La creación de la asamblea fue el resultado de que los ciudadanos del Distrito Federal eran gobernados en su totalidad por los poderes legislativo y ejecutivo federales. Con anterioridad a 1987, el Congreso de la Unión, el cual está compuesto por representantes de todos los estados de la República y al que el Distrito Federal únicamente aportaba un número mínimo de diputados y senadores, se encargaba en su totalidad de la legislación referente al Distrito Federal. Esta situación originó que los ciudadanos del Distrito Federal estuvieran gobernados por representantes que correspondían a distintas entidades.
Lo anterior se agravaba por el hecho de que no existía puesto de elección popular que gobernara el Distrito Federal que fuera elegido por voto exclusivo de sus ciudadanos. El gobierno de la ciudad, en ese entonces el denominado Departamento del Distrito Federal, estaba a cargo del jefe del Departamento del Distrito Federal, también denominado regente, quien era designado directamente por el presidente de la República.
Con el propósito de que los ciudadanos tuvieran un órgano local en el que fueran representados debidamente, a través de una reforma constitucional en 1987 se ordenó la creación de una Asamblea de Representantes del Distrito Federal, a fin de cumplir con la demanda ciudadana de mayor representación. Aunque dicha asamblea tenía poderes legislativos limitados, fue la primera vez, desde 1928, en que los habitantes del Distrito Federal pudieron elegir a sus representantes. Dicha asamblea funcionó en dos periodos, de 1988 a 1994 con tres años de duración cada una, y gracias a otra reforma del artículo 122 de la Constitución Política de los Estados Unidos Mexicanos del 22 de agosto de 1996, pasó a denominarse Asamblea Legislativa del Distrito Federal y los representantes se llamarián desde entonces diputados.
En 1997, mediante otra modificación constitucional, se otorgó mayor autonomía al gobierno del Distrito Federal a través de la eliminación de la figura del jefe del Departamento del Distrito Federal y la creación del Jefe de Gobierno del Distrito Federal, quien sería electo de manera directa por los ciudadanos del D.F. Asimismo, se otorgaron mayores facultades al órgano legislativo del Distrito Federal, la cual cambia su nombre por Asamblea Legislativa. En este orden de ideas, es importante destacar que ese mismo año, como resultado de una lucha laboral, 21 trabajadores, encabezados por Silvia Carrillo Rodríguez, fundaron el Sindicato de Trabajadores de la Asamblea Legislativa del Distrito Federal, el cual cuenta con 330 afiliados.
A pesar del incremento en las facultades de la Asamblea Legislativa, el Congreso de la Unión aún reserva ciertas atribuciones para legislar respecto del Distrito Federal. Incluso el Estatuto de Gobierno del Distrito Federal, el cual es el ordenamiento que regula la organización política del Distrito Federal, constituye una ley que proviene del Congreso.
Esta reforma constitucional dio lugar a las elecciones para puestos de elección popular en el Distrito Federal en 1997. La primera Legislatura de la Asamblea Legislativa tuvo lugar entre 1997 y 2000.

## Legislaturas
Una legislatura es el periodo de tres años en la que los individuos electos para formar parte de la Asamblea Legislativa del Distrito Federal ejercen el Poder Legislativo del Distrito Federal, en el cual tienen las atribuciones que les otorga la Constitución Política de los Estados Unidos Mexicanos y el Estatuto de Gobierno del Distrito Federal.
Las legislaturas llevan un número ordinal en sucesión desde que la primera que fue elegida en 1997, el 1 de diciembre de 1997, cuando se instaló la I Legislatura de la Asamblea Legislativa del Distrito Federal.
| Legislatura     | Periodo     |
| --------------- | ----------- |
| I Legislatura   | 1997 - 2000 |
| II Legislatura  | 2000 - 2003 |
| III Legislatura | 2003 - 2006 |
| IV Legislatura  | 2006 - 2009 |
| V Legislatura   | 2009 - 2012 |
| VI Legislatura  | 2012 - 2015 |
| VII Legislatura | 2015 - 2018 |